# Lamprohiza
Lamprohiza — род жесткокрылых из семейства светляков.

## Описание
Переднеспинка впереди с двумя чёткими большими прозрачными пятнами. Последний тергит с выемкой на вершине

## Систематика
В составе рода:
- Lamprohiza boieldieui Jacquelin du Val, 1859
- Lamprohiza delarouzei Jacquelin du Val, 1859
- Lamprohiza foliacea Baudi, 1871
- Lamprohiza germari (Küster, 1844)
- Lamprohiza morio Baudi, 1875
- Lamprohiza mulsantii (Kiesenwetter, 1850)
- Lamprohiza paulinoi Olivier, 1884
- Lamprohiza splendidula (Linnaeus, 1767)